# 沙赫魯德
沙赫魯德（波斯語：شاهرود）是伊朗的城市，位於該國東北部，由塞姆南省負責管轄，距離首都德黑蘭410公里，海拔高度1,345米，每年平均降雨量122毫米，2006年人口126,916。

## 外部連結
- Islamic Azad University of Shahrood （页面存档备份，存于）
- Shahroud University of Medical Sciences （页面存档备份，存于）
- Shahrood University of Technology （页面存档备份，存于）
- Daily News Of Shahrood （页面存档备份，存于）